# Mihael Drofenik
Miha(el) Drofenik, slovenski inženir kemije, * 6. oktober 1941, Maribor.

## Življenje in delo
Diplomiral je leta 1965 na ljubljanski Fakulteti za naravoslovje in tehnologijo in prav tam 1973 tudi doktoriral. Strokovno se je izpopolnjeval v nemškem Karlsruheju. Leta 1966 se je zaposlil na Institutu "Jožef Stefan", od 1995 kot raziskovalni svetnik - vodja skupine za magnetne in polprevodne keramične materiale. V znanstvenoraziskovalnem delu se je ukvarjal med drugim tudi z anizotropnimi feritnimi materiali in magnetnimi ternarnimi spojinami; med drugim je prispeval k razvoju in proizvodnji visokopermeabilnih feritnih materialov v ljubljanski tovarni Iskra Feriti. Priznanih ima več patentov. Leta 1984 je bil izvoljen za izrednega, 1997 pa za rednega profesorja za splošno in anorgansko kemijo na ljubljanski fakulteti za naravoslovje in tehnologijo. Sam ali v soavtorstvu je objavil preko 100 znanstvenih in strokovnih člankov. Trenutno predava na Fakulteti za Kemijo in Kemijsko tehnologijo v Mariboru.
Leta 2010 je prejel Zoisovo nagrado, 2013 mu je Univerza v Mariboru podelila naziv zaslužni profesor.